# Васильєв Серафим Федорович
Серафи́м Фе́дорович Васи́льєв (1929 — до 1990) — доктор медичних наук, доцент. Лауреат Державної премії УРСР в галузі науки і техніки; заслужений раціоналізатор України.

## З життєпису
Народився 1929 року. Ортопед-травматолог. Керівник відділу Дніпропетровського науково-дослідного інституту відновлення та експертизи працездатності інвалідів. Заслужений раціоналізатор УРСР.
Серед робіт
- 1983 — «Відкриті пошкодження кисті»; співавтори Колонтай Юрій Юлійович, Андрусон Михайло Володимирович, Нанченко Юрій Юлійович, Айзенберг Юхим Аронович[1]
- Лавреат Державної премії УРСР в галузі науки і техніки-1990 (посмертно) — «Організація хірургічної допомоги, розробка та впровадження нових методів лікування при пошкодженнях і захворюваннях кисті»; співавтори Біжко Іван Петрович, Андрусон Михайло Володимирович, Гулай Альберт Михайлович, Данькевич Вадим Петрович, Колонтай Юрій Юлійович, Міхневич Олег Едуардович, Науменко Леонід Юрійович.